# Деніел Воллас
Деніел Воллас (англ. Daniel Wallace, нар. 14 квітня 1993, Единбург, Велика Британія) — британський плавець, срібний призер Олімпійських ігор 2016 року, чемпіон світу.

## Виступи на Олімпійських іграх
| Олімпіада | Дисципліна             | Місце |
| --------- | ---------------------- | ----- |
| Ріо 2016  | 200 м комплексом       | 8     |
| Ріо 2016  | 4×200 м вільним стилем | 2     |